# УЕФА Лига шампиона 1994/95.
УЕФА Лига шампиона 1994/95. је 40. сезона одржавања овог најважнијег клупског такмичења УЕФА савеза, а 3. сезона од реорганизације овог такмичења и промене назива у УЕФА Лига шампиона.
Финале је одиграно 24. маја 1995. на стадиону Ернст Хапел у Бечу, где је Ајакс са 1:0 победио Милан, освајача трофеја из претходне сезоне, и тако освојио укупно четврти трофеј Купа шампиона.

## Формат
У поређењу са претходним издањем Лиге шампиона, направљене су радикалне промене у формату такмичења, највише због уговора који је истекао и који је обавезивао УЕФА са Европском радиодифузном унијом за телевизијске преносе финала, па је ово била прилика за општу измену формата који би привукао интересовање нових и богатих приватних телевизија.
Прва промена је била пооштравање критеријума за учешће у Лиги шампиона: освајање титуле у националном првенству није аутоматски давало право учешћа клубовима из свих држава чланица УЕФА, него је ова привилегија била резервисана само за клубове из 24 најбоље рангирана савеза, док су прваци из осталих држава учествовали у УЕФА купу.
Након квалификација, у којима се 16 клубова борило за 8 места у главном делу такмичења, почињала је Лига шампиона. У првом делу играном на јесен Лига шампиона се састојала од 16 клубова подељених у четири групе са по четири тима. Два првопласирана из сваке групе су пролазила даље у нокаут фазу, која се играла на пролеће.

## Квалификације
Прве утакмице су одигране 10. августа, а реванши 24. августа 1994.
| Тим #1          | рез. | Тим #2          | прва утакмица | друга утакмица |
| --------------- | ---- | --------------- | ------------- | -------------- |
| АЕК Атина       | 3:0  | Ренџерс         | 2:0           | 1:0            |
| Авенир Беген    | 1:9  | Галатасарај     | 1:5           | 0:4            |
| Легија Варшава  | 0:5  | Хајдук Сплит    | 0:1           | 0:4            |
| Макаби Хаифа    | 2:5  | Касино Салцбург | 1:2           | 1:3            |
| Пари Сен Жермен | 5:1  | Самсунг Вац     | 3:0           | 2:1            |
| Силкеборг       | 1:3  | Динамо Кијев    | 0:0           | 1:3            |
| Спарта Праг     | 1:2  | Гетеборг        | 1:0           | 0:2            |
| Стеауа Букурешт | 5:2  | Сервет          | 4:1           | 1:1            |

## Такмичење по групама
Такмичење по групама је играно од 14. септембра 1994. до 7. децембра 1994.

### Група А
|                    | БАР | ГАЛ | ГЕТ | МУ  |
| ------------------ | --- | --- | --- | --- |
| Барселона          | –   | 2:1 | 1:1 | 4:0 |
| Галатасарај        | 2:1 | –   | 0:1 | 0:0 |
| Гетеборг           | 2:1 | 1:0 | –   | 3:1 |
| Манчестер јунајтед | 2:2 | 4:0 | 4:2 | –   |

| Табела групе А        | ИГ | Д | Н | И | ГД | ГП | ГР | Бод. |
| --------------------- | -- | - | - | - | -- | -- | -- | ---- |
| 1. Гетеборг           | 6  | 4 | 1 | 1 | 10 | 7  | +3 | 9    |
| 2. Барселона          | 6  | 2 | 2 | 2 | 11 | 8  | +3 | 6    |
| 3. Манчестер јунајтед | 6  | 2 | 2 | 2 | 11 | 11 | 0  | 6    |
| 4. Галатасарај        | 6  | 1 | 1 | 4 | 3  | 9  | -6 | 3    |

### Група Б
|                 | БМ  | ДК  | ПСЖ | СПА |
| --------------- | --- | --- | --- | --- |
| Бајерн Минхен   | –   | 1:0 | 0:1 | 2:2 |
| Динамо Кијев    | 1:4 | –   | 1:2 | 3:2 |
| Пари Сен Жермен | 2:0 | 1:0 | –   | 4:1 |
| Спартак Москва  | 1:1 | 1:0 | 1:2 | –   |

| Табела групе Б     | ИГ | Д | Н | И | ГД | ГП | ГР | Бод. |
| ------------------ | -- | - | - | - | -- | -- | -- | ---- |
| 1. Пари Сен Жермен | 6  | 6 | 0 | 0 | 12 | 3  | +9 | 12   |
| 2. Бајерн Минхен   | 6  | 2 | 2 | 2 | 8  | 7  | +1 | 6    |
| 3. Спартак Москва  | 6  | 1 | 2 | 3 | 8  | 12 | -4 | 4    |
| 4. Динамо Кијев    | 6  | 1 | 0 | 5 | 5  | 11 | -6 | 2    |

### Група Ц
|                 | АНД | БЕН | ХАЈ | СБ  |
| --------------- | --- | --- | --- | --- |
| Андерлехт       | –   | 1:1 | 0:0 | 0:0 |
| Бенфика         | 3:1 | –   | 2:1 | 2:1 |
| Хајдук Сплит    | 2:1 | 0:0 | –   | 1:4 |
| Стеауа Букурешт | 1:1 | 1:1 | 0:1 | –   |

| Табела групе Ц     | ИГ | Д | Н | И | ГД | ГП | ГР | Бод. |
| ------------------ | -- | - | - | - | -- | -- | -- | ---- |
| 1. Бенфика         | 6  | 3 | 3 | 0 | 9  | 5  | +4 | 9    |
| 2. Хајдук Сплит    | 6  | 2 | 2 | 2 | 5  | 7  | -2 | 6    |
| 3. Стеауа Букурешт | 6  | 1 | 3 | 2 | 7  | 6  | +1 | 5    |
| 4. Андерлехт       | 6  | 0 | 4 | 2 | 4  | 7  | -3 | 4    |

### Група Д
|                 | АЕК | АЈА | КАС | МИЛ |
| --------------- | --- | --- | --- | --- |
| АЕК Атина       | –   | 1:2 | 1:3 | 0:0 |
| Ајакс           | 2:0 | –   | 1:1 | 2:0 |
| Касино Салцбург | 0:0 | 0:0 | –   | 0:1 |
| Милан           | 2:1 | 0:2 | 3:0 | –   |

| Табела групе Д     | ИГ | Д | Н | И | ГД | ГП | ГР | Бод. |
| ------------------ | -- | - | - | - | -- | -- | -- | ---- |
| 1. Ајакс           | 6  | 4 | 2 | 0 | 9  | 2  | +7 | 10   |
| 2. Милан           | 6  | 3 | 1 | 2 | 6  | 5  | +1 | 51   |
| 3. Касино Салцбург | 6  | 1 | 3 | 2 | 4  | 6  | -2 | 5    |
| 4. АЕК Атина       | 6  | 0 | 2 | 4 | 3  | 9  | -6 | 2    |

1 Милану су одузета два бода због проблема са навијачима у мечу другог кола против Салцбурга.

## Четвртфинале
Прве утакмице су одигране 1. марта, а реванши 15. марта 1995.
| Тим #1        | рез. | Тим #2          | прва утакмица | друга утакмица |
| ------------- | ---- | --------------- | ------------- | -------------- |
| Бајерн Минхен | 2:2  | Гетеборг        | 0:0           | 2:2            |
| Хајдук Сплит  | 0:3  | Ајакс           | 0:0           | 0:3            |
| Барселона     | 2:3  | Пари Сен Жермен | 1:1           | 1:2            |
| Милан         | 2:0  | Бенфика         | 2:0           | 0:0            |

## Полуфинале
Прве утакмице су одигране 5. априла, а реванши 19. априла 1995.
| Тим #1          | рез. | Тим #2 | прва утакмица | друга утакмица |
| --------------- | ---- | ------ | ------------- | -------------- |
| Бајерн Минхен   | 2:5  | Ајакс  | 0:0           | 2:5            |
| Пари Сен Жермен | 0:3  | Милан  | 0:1           | 0:2            |

## Финале
| Ајакс        | 1 – 0 | Милан |
| ------------ | ----- | ----- |
| Клојверт 85’ |       |       |

| Победник Лиге шампиона 1994/95. |
| ------------------------------- |
| ФК Ајакс 4. титула              |

## Најбољи стрелци
Не укључује квалификационе мечеве.
| Поз. | Играч               | Клуб            | Голова |
| ---- | ------------------- | --------------- | ------ |
| 1    | Џорџ Веа            | Пари Сен Жермен | 7      |
| 2    | Јари Литманен       | Ајакс           | 6      |
| 3    | Марко Симоне        | Милан           | 4      |
| 4    | Хосе Мари Бакеро    | Барселона       | 3      |
| 4    | Ромарио             | Барселона       | 3      |
| 4    | Христо Стоичков     | Барселона       | 3      |
| 4    | Клаудио Каниђа      | Бенфика         | 3      |
| 4    | Магнус Ерлингмарк   | Гетеборг        | 3      |
| 4    | Кристијан Нерлингер | Бајерн Минхен   | 3      |
| 4    | Мехмет Шол          | Бајерн Минхен   | 3      |
| 4    | Виктор Леоненко     | Динамо Кијев    | 3      |